# Alberto D'Aversa
Alberto D'Aversa (Casarano, Apúlia, 4 de março de 1920 — São Paulo, 21 de junho de 1969) foi um diretor de teatro italiano radicado no Brasil. Atuou no Teatro Brasileiro de Comédia e elaborou roteiros de cinema, lecionou em escolas de teatro e foi crítico do jornal Diário de São Paulo, que pertencia à rede dos Diários Associados.
Estudou na Accademia nazionale d'arte drammatica de Roma, mas teve de servir o exército durante a Segunda Guerra Mundial. Participou da Resistência e, depois da guerra, começou sua carreira voltado para a direção teatral.
Em 1950, mudou para a Argentina, onde fez cinema, encenou peças e lecionou, destacando-se sua montagem de Mãe Coragem, de Bertolt Brecht, com o Teatro Popular Judeu IFT. Em 1957, foi convidado por Alfredo Mesquita para transferir-se para o Brasil, onde lecionou na Escola de Arte Dramática (EAD). Estreou no Teatro Brasileiro de Comédia com a peça Rua São Luís, 27 - 8º Andar, de Abílio Pereira de Almeida; uma das atrizes era Fernanda Montenegro.
A partir de 1965, teve uma coluna diária no jornal Diário de S. Paulo, com forte teor didático, expondo as principais teorias e práticas do teatro desde a antiguidade.
Em 1968, para um grupo amador da Faculdade de Medicina da USP, do qual fazia parte o futuro ministro Paulo de Tarso Vannuchi, dirigiu Noite de Guerra no Museu do Prado, de Rafael Alberti. Publicou o livro Notas Críticas.
Dos filmes de que participou no Brasil, merece realce Seara Vermelha, baseado no romance de Jorge Amado, em 1963. Também dirigiu Três Histórias de Amor, com Dina Sfat.
Faleceu em 1969, seu corpo jaz no Mausoléu do ator no Cemitério São Paulo.